# Tony Hart
Norman Antony Hart (* 15. Oktober 1925 in Maidstone, Kent; † 18. Januar 2009 in Shamley Green, Surrey) war ein britischer Künstler und Fernsehmoderator.

## Leben
Hart nahm nach dem Ende des Zweiten Weltkrieges ein Kunststudium am Maidstone College of Art auf, welches durch seine Einberufung zum Koreakrieg unterbrochen wurde. Nach dem Abschluss des Studiums 1950 arbeitete er zunächst als freischaffender Künstler in London. 1952 wurde er von der BBC für die Kindersendung Saturday Special engagiert. Bis 2000 war er mit Unterbrechungen in verschiedenen Kinderprogrammen zu sehen. Er zeigte in diesen Sendungen sowohl Bastelarbeiten zum Nachmachen, als auch großflächige Bildkreationen, die erst aus der Vogelperspektive zu erkennen waren. 
Hart wurde für seine Arbeit mit zwei BAFTA-Awards ausgezeichnet, darunter eine Auszeichnung für sein Lebenswerk 1998. 2001 zog er sich in den Ruhestand zurück. Zwei Jahre später verstarb seine Frau, mit der er 50 Jahre lang verheiratet gewesen war. Laut einem Interview der Times litt er bereits seit Jahren an den Folgen zweier Schlaganfälle.

## Fernsehen
- 1952–1954: Saturday Special
- 1954–1959: Playbox
- 1964–1977: Titch and Quackers, Vision On
- 1978–1984: Take Hart
- 1984–1993: Hartbeat
- 1995–1996: Artbox Bunch
- 1999–2000: Smart Hart